# Бор (городское поселение, Сербия)
Бор (серб. Град Бор) — городское поселение в Сербии, входит в Борский округ.
Население городского поселения составляет 52 042 человека (2007 год), плотность населения составляет 61 чел./км². Занимаемая площадь — 856 км², из них 58,1 % используется в промышленных целях.
Административный центр городского поселения — город Бор. Городское поселение Бор состоит из 14 населённых пунктов, средняя площадь населённого пункта — 61,1 км².

## Статистика населения
| Год  | Население, чел. |
| ---- | --------------- |
| 1991 | 58 078          |
| 2001 | 56 164          |
| 2002 | 55 528          |
| 2003 | 54 786          |
| 2004 | 54 046          |
| 2005 | 53 383          |
| 2006 | 52 751          |
| 2007 | 52 042          |